# Lauderdale County (Mississippi)
Das Lauderdale County ist ein County im US-Bundesstaat Mississippi. Der Verwaltungssitz (County Seat) ist Meridian. Das U.S. Census Bureau hat bei der Volkszählung 2020 eine Einwohnerzahl von 72.984 ermittelt.

## Geographie
Das County liegt östlich des geographischen Zentrums von Mississippi, grenzt im Osten an Alabama und hat eine Fläche von 1853 Quadratkilometern, wovon 30 Quadratkilometer Wasserfläche sind. Es grenzt an folgende Countys:
|               | Kemper County |                          |
| Newton County |               | Sumter County (Alabama)  |
|               | Clarke County | Choctaw County (Alabama) |

## Geschichte
Das Lauderdale County wurde am 23. Dezember 1833 aus Teilen des Choctaw-Landes gebildet. Benannt wurde es nach James Lauderdale, einem Helden des Britisch-Amerikanischen Krieges von 1812.
Ein Ort hat den Status einer National Historic Landmark, das Fahrgeschäft Highland Park Dentzel Carousel and Shelter Building. 47 Bauwerke und Stätten des Countys sind insgesamt im National Register of Historic Places eingetragen (Stand 2. Februar 2018).

## Demografische Daten

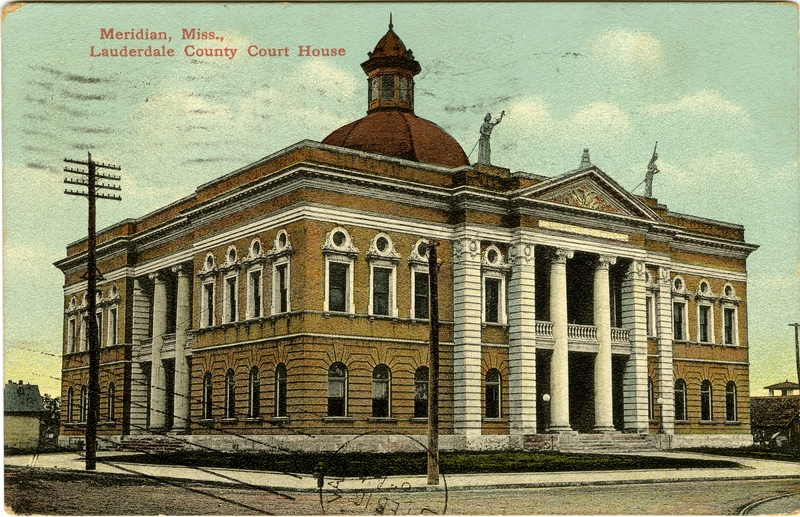
Das ehemalige Lauderdale County Courthouse

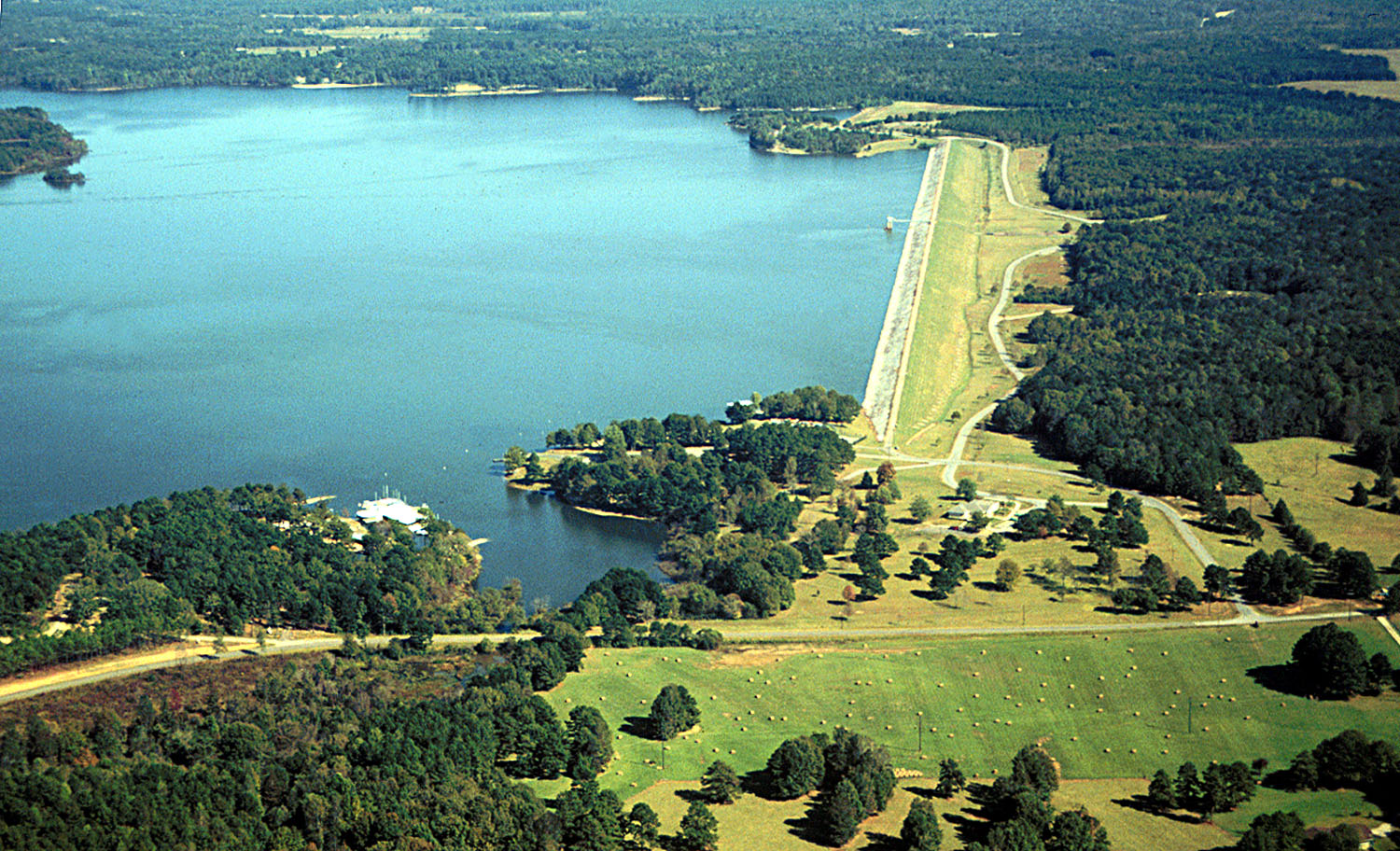
Der Okatibbee Lake mit Damm

Nach der Volkszählung im Jahr 2000 lebten im Lauderdale County 78.161 Menschen in 29.990 Haushalten und 20.573 Familien. Die Bevölkerungsdichte betrug 43 Personen pro Quadratkilometer. Ethnisch betrachtet setzte sich die Bevölkerung zusammen aus 60,15 Prozent Weißen, 38,18 Prozent Afroamerikanern, 0,18 Prozent amerikanischen Ureinwohnern, 0,50 Prozent Asiaten, 0,03 Prozent Bewohnern aus dem pazifischen Inselraum und 0,34 Prozent aus anderen ethnischen Gruppen; 0,63 Prozent stammten von zwei oder mehr Ethnien ab. 1,14 Prozent der Bevölkerung waren spanischer oder lateinamerikanischer Abstammung, die verschiedenen der genannten Gruppen angehörten.
Von den 29.990 Haushalten hatten 33,9 Prozent Kinder unter 18 Jahren, die mit ihnen lebten. 46,7 Prozent waren verheiratete, zusammenlebende Paare, 18,3 Prozent waren allein erziehende Mütter und 31,4 Prozent waren keine Familien. 28,0 Prozent aller Haushalte waren Singlehaushalte und in 11,7 Prozent lebten Menschen im Alter von 65 Jahren oder darüber. Die durchschnittliche Haushaltsgröße lag bei 2,49 und die durchschnittliche Familiengröße bei 3,06 Personen.
26,6 Prozent der Bevölkerung war unter 18 Jahre alt, 9,8 Prozent zwischen 18 und 24, 28,0 Prozent zwischen 25 und 44, 21,4 Prozent zwischen 45 und 64 Jahre alt und 14,2 Prozent waren 65 Jahre oder älter. Das Durchschnittsalter betrug 35 Jahre. Auf 100 weibliche kamen statistisch 90,6 männliche Personen und auf 100 Frauen im Alter von 18 Jahren oder darüber kamen 85,5 Männer.
Das durchschnittliche Einkommen eines Haushaltes betrug 30.768 USD, das einer Familie 37.581 USD. Männer hatten ein durchschnittliches Einkommen von 31.069 USD, Frauen 21.111 USD. Das Prokopfeinkommen lag bei 16.026 USD. Etwa 17,1 Prozent der Familien und 20,8 Prozent der Bevölkerung lebten unterhalb der Armutsgrenze.

## Städte und Gemeinden
| City - Meridian | Town - Marion | Census-designated places - Collinsville - Meridian Station - Nellieburg |

Unincorporated Communitys
| - Bailey - Daleville - Kewanee - Lauderdale | - Russell - Toomsuba - Whynot |